# Hieracium holopleurum
Hieracium holopleurum es una especie de planta con flor del género Hieracium, de la familia Asteraceae, orden Asterales.

## Distribución
Hieracium holopleurum se distribuye por Islandia.

## Taxonomía
Fue descrita científicamente por Dahlst. ex Jonsson.
Tratamiento taxonómico
La especie aparece registrada y publicada en Bot. Tidsskr.